# Фиалка топяная
Фиалка топяная (лат. Viola uliginosa) — вид растения семейства фиалковые. Распространена от восточной Германии до центральной России и от южной Швеции до северо-западной Хорватии.

## Морфология

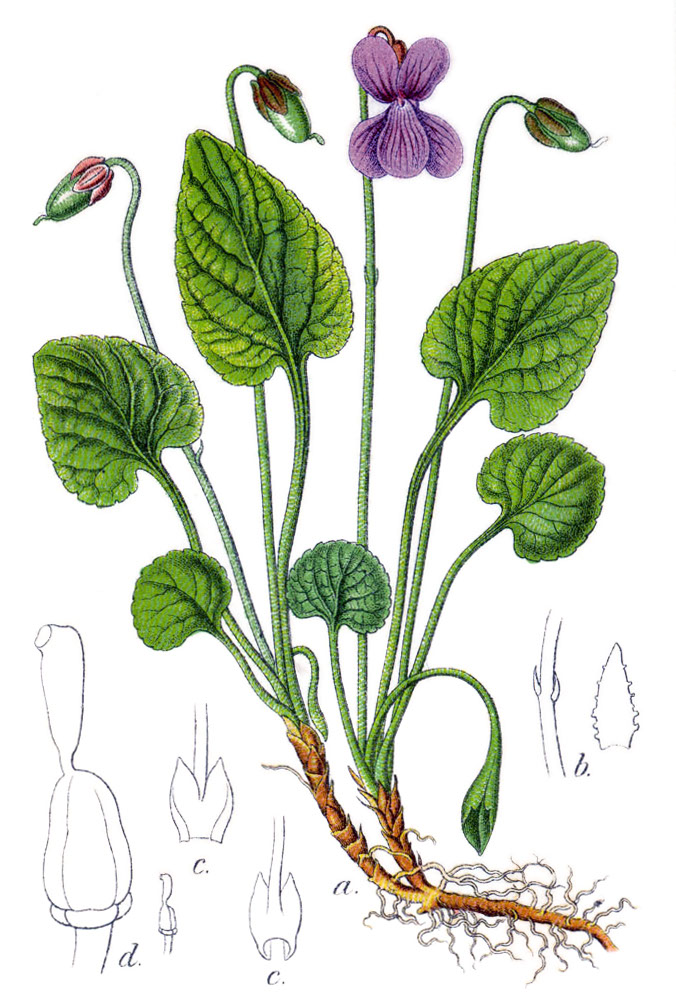

Строение
Низкое растение высотой 10 — 20 см, без стебля. Цветы растут на черешках в пазухах листьев. Имеет стелющиеся, тонкие и очень длинные корневища.
Листья
Почковидные и округлые листья растут от кореневища длиной в 2 раза больше от длины пластины. Листья имеют форму от округло-сердцевидных или почковидных до яйцевидных и треугольно-яйцевидных.
Цветы
Цветет в мае. Длиной достигают 2 — 3 см, фиолетовые (редко белые). Защитная чашечка образована зелёными лепестками чашелистиков с тупым верхом в количестве пяти штук.
Плод
Сферическая и голая локулицидная коробочка. Вскрывается вдоль спинок плодолистиков .

## Биология
Многолетнее растение. Цветет в апреле-мае. Возможно цветение до июля. Растет по берегам ручьев, на территориях рядом с водой, чаще всего в пределах тугайных лесов.

## Охранные действия
В Красные книги сопредельных Калужской (2006), Тверской (2002) и Ярославской (0-я категория) (2004) областей вид был занесен в связи с ограниченной численностью и распространением, а также включен в списки редких видов Владимирской и Тульской областей. В 1984 году был взят под охрану в Московской области и Москве. Местообитания вида охраняются в трех заказниках (Подольский, Егорьевский и Шатурский р-ны).

## Гибридность
Образует гибриды с фиалкой собачьей, фиалкой Ривинуса и фиалкой болотной.